# غار آب رحمت
غار آب رحمت یک محوطه مربوط به ماقبل تاریخ در ازبکستان است که در آن بقایای سنگواره‌ای نئاندرتال‌ها پیدا شده است. این غار که مربوط به پارینه‌سنگی میانی است یک غار کم‌عمق کارستی است که در نزدیکی پیوندگاه دو رود چاتقال و پسکام قرار گرفته است.